# 戰鬥機黑手黨
战斗机黑手党是美國空軍及美國航空產業中一批支持以能量機動理論為思考核心設計戰鬥機的群體，它們並沒有正式組織，這個名詞實際上是美國空軍中反對他們思考觀點的人所取名，因為在1930年曾經因杜黑空權理論而出現過一批唯轟炸機至上的信徒，當時稱該批人為轟炸機黑手黨，戰鬥機黑手黨的本意是用這個歷史典故去挖苦這批信徒；這些人的共通性是基於能量機動理論思維，主張戰鬥機不應該承擔大量額外任務，應該透過減輕簡化結構、增強飛機本身的飛行性能；因此他們反對在戰機上安裝過度複雜的電子設備，也對超視距作戰理論充滿不信任。他們相信唯有足夠數量的高機動戰鬥機是鞏固空戰勝利的主要關鍵，能量機動理論後來影響了美國空軍開發第四代戰鬥機的思維，而F-15與F-16的成功，也讓這些人的思維從高度爭議趨於持平。
戰鬥機黑手黨的创始人包括美國空軍前战斗机飞行员约翰·伯伊德，成员包括空军上校埃弗里斯特·里乔尼（Everest Riccioni），五角大楼武器系统分析家皮埃尔·斯普雷等人。该组织以伯伊德的能量机动理论为核心，反对F-111，F-4等當代先進的戰鬥機計畫。

## 历史
1960年代，美軍空中武力開始陷入飛彈加大、外載加重、飛機體積放大的惡性循環內，這問題起源自1963年美軍對未來武器發展趨勢的結論。研究認為防空武器將有辦法在遠程擊毀我方戰機，換而言之需要更長程的對空飛彈在進入對方攔截範圍前擊殺敵方戰機；這套思考影響了美軍在第一批前瞻20年後的機種研發方針，也就是F-111戰鬥機。
但是，越戰經驗卻讓評估全然失準；受制於政治立場，美軍飛機在越南需要和詳細的敵我辨識評估、限制極多的交戰準則、妥善率極度堪慮的空對空飛彈等各種與視距外空戰相牴觸的大量要素結合，纏鬥空戰的發生次數遠比視距外空戰高出許多，而缺少纏鬥訓練的美國空軍飛行員因此吃盡苦頭。由於波依德的能量空戰理論分析模擬，美國空軍已經評估出研發中的F-X戰機如果按照F-14的技術，在機動性能上會被結構複雜的可變後掠翼給拖累，於是開始修改技術需求；將總重量從6萬磅下修為4萬磅、極速由2.7馬赫放低為2.3-2.5馬赫，後來該計畫演變為F-15戰鬥機。
F-15戰鬥機雖然已經引進了部分能量空戰理論需求去設計，但技術標準上受制於1967年首度公布給西方軍事觀察家的米格-25战斗机，對極速等要求仍然有不能妥協之處；在戰鬥機黑手黨認知F-15並不是架他們想像中的典範。
對戰鬥機黑手黨來說，讓他們有大展身手的機會是因1969年尼克森內閣由梅爾文·萊爾德擔任國防部長、大衛·普克德擔任副部長，他們兩人對戰鬥機黑手黨的計畫有高度興趣。1971年5月，美國國會發表有關F-14與F-15的調查報告，認為應該要開發一種輕型戰鬥機，並願意提撥5000萬美金作為開發資金；在1971年1月6日美軍則發布需求建議書，希望得到一種總重2萬磅級戰機和F-15戰機搭配。1971年空军开始招标輕型戰鬥機計畫（LWF），战斗机黑手党积极向空军高层推荐YF-16计划。伯伊德和希拉克尔两人在空军的联席会议上互相争论，由伯伊德假意反对该计划，希拉克尔将伯伊德反对轻型战斗机的观点一一驳倒。最终空军採納了轻型的單發動引擎的YF-16戰機（Fighting Falcon）和海军對性能考量後，另行采纳了在空軍競爭LWF失利的YF-17戰鬥機（cobra），雙發動機版本的輕量級戰機，YF-17戰鬥機後來在麥道公司與諾斯羅普公司聯手，經過性能改良後，成功的奪取了美國海軍輕量級多功能戰機合約，成為F/A-18大黃蜂的起始架構戰鬥機。出於類似的原因，戰鬥機黑手黨的成員也反對F-22戰機，斯普雷在2006年撰文指出，F-22是一種華而不實的戰鬥機。

## 资料来源
1. ↑  .   [2009-05-12]. （原始内容存档于2021-03-16）.